# CBCサンデーミュージック
CBCサンデーミュージック（しーびーしー - ）は、CBCラジオで2002年4月7日～2007年3月25日に放送された音楽番組。午前中が「あさパレ」、午後は「ひるパレ」「ゆうパレ」による3部構成だが、2005年秋改編からは「ゆうパレ」の終了で2部構成になった後、2007年春改編で「あさパレ」と「ひるパレ」が終了した。

## あさパレ
- 放送時間　9:00～12:30（JST、2005年3月までは　8:00～12:30）
- 第1期　2002年4月～2004年3月放送

パーソナリティ：中西直輝、矢野きよ実
- 第2期　2004年4月～2007年3月放送

パーソナリティ：神山里美　コメンテーター：伊藤史朗(2006年10月まで)

## ひるパレ
- 放送時間

プロ野球シーズン　13:30～15:00
プロ野球シーズンオフ　13:00～15:00（2005年度は「ことばのたまてばこ」放送のため14:45終了）
- 第1期　2002年4月～2005年4月

パーソナリティ：中橋かおり・神尾純子
- 第2期　2005年4月～9月

パーソナリティ：加藤由香・青池奈津子
- 第3期　2005年10月～2007年3月

パーソナリティ：神山里美・宮部和裕

## ゆうパレ
- 放送時間

プロ野球シーズン　16:30～17:53
プロ野球シーズンオフ　16:30～18:30（2002年度は18:00終了）
- 第1期　2002年4月～2005年4月

パーソナリティ：神尾純子・中橋かおり
- 第2期　2005年4月～9月

パーソナリティ：加藤由香・青池奈津子